# Carlos Martínez Díez
Carlos Martínez Díez (Lodosa, Navarra, 9 d'abril de 1986) és un exfutbolista professional navarrès que jugava com a lateral dret.

## Trajectòria esportiva
Martínez va arribar a la Reial Societat des del club local CD Izarra, a 13 anys. Va debutar posteriorment amb la Reial Societat B, i hi va jugar dues temporades senceres a segona B.
La temporada 2007–08, amb el primer equip a la segona divisió per primer cop en 40 anys, Martínez va començar a jugar com a professional: va disputar el seu primer partit de lliga el 26 d'agost de 2007 en una derrota per 0–2 a casa contra el CE Castelló, i va marcar el seu primer gol el 25 de novembre d'aquell any, en un partit que guanyà al Màlaga CF per 3–0.
Martínez va participar en 23 partits – 22 com a titular – en la temporada 2009-10 a segona divisió i els Txuriurdin varen ascendir a la Lliga BBVA després de tres anys, i com a campions. Va debutar a la primera divisió el 29 d'agost de 2010 tot jugant els 90 minuts en una victòria a casa per 1–0 contra el Vila-real CF; durant les temporades següents, va pugnar per la titularitat amb el seu company Daniel Estrada.

### Oviedo
El 6 de juliol de 2018, Martínez va signar contracte per un any amb el Reial Oviedo de la segona divisió.